# De Buurtsuper (televisieserie)
De Buurtsuper is een achtdelige Nederlandse comedyserie die uitgezonden werd van 30 maart 1995 tot 25 mei 1995 door Veronica.
De serie gaat over het wel en wee van de medewerkers van een kleine, oude buurtsupermarkt waar zich soms merkwaardige taferelen afspelen. De serie is geschreven door Robert Alberdingk Thijm en is geproduceerd door Alain de Levita. 
De serie was geen groot succes en kreeg daarom na het eerste seizoen geen vervolg. In 2011 werd de serie herhaald op Comedy Central Family.

## Rolverdeling
| Acteur/actrice      | Personage | Beroep                           |
| ------------------- | --------- | -------------------------------- |
| Roos Ouwehand       | Carly     | caissière                        |
| Susan Visser        | Pamela    | caissière                        |
| Sophie Houweling    | Brechtje  | verslijn-medewerkster            |
| Martijn Nieuwerf    | Sacco     | AGF-medewerker                   |
| Roef Ragas          | Don       | vakkenvuller                     |
| Edo Brunner         | Gerdolf   | magazijn- en emballagemedewerker |
| Wil van der Meer    | Bjørn     | floormanager                     |
| Ellis van den Brink | Wanda     | bazin                            |

## Afleveringen
| Aflevering | Titel                | Uitzenddatum  |
| ---------- | -------------------- | ------------- |
| 1          | Bodyheat             | 30 maart 1995 |
| 2          | Appelmoes            | 6 april 1995  |
| 3          | Kim                  | 13 april 1995 |
| 4          | Chipito papaya's     | 20 april 1995 |
| 5          | Weekendje Düsseldorf | 27 april 1995 |
| 6          | Kleren voor Afrika   | 11 mei 1995   |
| 7          | Miljoenste klant     | 18 mei 1995   |
| 8          | Winkelmuzak          | 25 mei 1995   |

## Trivia
- De intromuziek van de serie is Cut the Cake van Average White Band.